# Kudat (district)
Kudat is een district in de Maleisische deelstaat Sabah.
Het district telt 85.000 inwoners op een oppervlakte van 1300 km².